# 東方星蓮船 ～ Undefined Fantastic Object.

星蓮船主選單畫面

《東方星蓮船 ～ Undefined Fantastic Object.》是由同人組織上海愛莉絲幻樂團製作的彈幕射擊遊戲，是東方Project的第12作。

## 概要
本作是東方Project的第12作以及其在Windows平台上的第七作。本作的遊戲情報在2009年2月26日於作者ZUN的網誌「博麗幻想書譜 （页面存档备份，存于）」上公開。遊戲的體驗版CD在2009年3月8日，於第6回博麗神社例大祭頒布，並於同年7月19日在網上開放下載，而正式版則於2009年夏季（Comic Market 76）推出。
自機角色除了有歷代的主角博麗靈夢及霧雨魔理沙外，還追加了在《風神錄》及《地靈殿》兩作中分別以第五關頭目及Extra中頭目身份登場的「東風谷早苗（巫女）」。
在遊戲系統的設計概念上，作者表示得分的基本平衡將會作大幅變動，變得更加有挑戰性。
本遊戲的副標題Undefined Fantastic Object是參考不明飛行物的英文簡稱而來的，一般解為「未知的幻想物體」或「未知的美妙物體」，而ZUN的官方網站則有「幻想的彈幕物體」（幻想的な弾幕物体）的解釋。

## 故事
土地解凍，各種亂七八糟的東西都從以前被冰所覆蓋的大地甦醒過來。
在幻想鄉中僅存的積雪，將在這個冬天醒來的地靈封印、和壓制著妖精們讓他們不至於太活躍，已有一段時間了。如今，這個安穩的睡眠之季節終於要告終結。
博麗神社的巫女博麗靈夢從住在森林的魔法使的口中聽到不可思議的傳聞，說她看見雲的斷層間有很不可思議的船飛在那裡，而那船好像是在找尋著甚麼而不斷在雲間廻遊。
博麗巫女博麗靈夢、普通的魔法使霧雨魔理沙、還有守矢神社的風祝東風谷早苗，為了追上那艘船，於是三人同一時間向著天空出發了。

## 結局
根據神靈廟的設定，飛船（聖輦船）已被改建為命蓮寺，且神子與靈夢的對話得知，依照故事的推進應該是 Ending No.02。

## 遊戲系統
本作的遊戲系統，與前幾作的最大分別是得分的方面。

### 基本操作與前作的分別
自機
分別為博麗靈夢、霧雨魔理沙及東風谷早苗三人。在選擇角色後，可以從兩種的「想法」選擇其中一種來出擊，不同的「想法」將會影響到武器的能力。
武器的Power值最低是1.00，最高是4.00。一個「P道具」只能補充0.01 Power值，「大型P道具」則能補充1.00 Power值，「F道具」則能將Power值補充道最大上限。
被彈一次會損失1.00的Power值，意味著失去100個「P道具」。
Bomb
發動時無敵、可作為「被彈Bomb」使用這幾點與前作一樣。不過本作的Bomb系統則從前兩作的「靈擊」，變為類似Windows初期作品的「自機符卡」，與Power值再次分開施放限制的計算，並以「符卡」（スペルカード）作為Bomb的數量單位。不過，本作的Bomb在發動時沒有「符卡宣告」，嚴格來說是與以往的作品完全不同的新系統。
道具收集、得分
低速移動時的取得道具範圍比高速移動時的為大，以及移到畫面上方時便能自動回收畫面上所有道具等等，都與前作相同。不過在得分的方面，廢除了前作的「通信強度」等系統，引入全新的「UFO系統」。此外，在得分方面還新增了的計算，決定取得點道具時獲得的分數，引發UFO的出現（下述）和擦彈都能使此數值上升。
擦彈
由於「通信強度」等系統的移除，不能再靠擦彈來發動「道具自動蒐集」。不過擦彈數每滿10次，就會增加「最大得點」10點。

### 道具
- （藍色）：點道具，取得後能增加得分。
- P（紅色）：P道具，小型的可增加0.01點Power值。Power值的上限為4.00。
- 殘機碎片（星形、粉紅色）：每收集四個可增加一個殘機(例大祭體驗版為三個)。
- Bomb碎片（星形、綠色）：每收集三個可增加一個「符卡」。
- UFO道具（UFO型）：下述。分別有紅、藍、綠色，部分UFO道具會在經過一段時間後自動轉為另一種顏色。此道具不能透過道具自動蒐集來回收。另外當UFO出現時，回收UFO道具雖不會影響左下的UFO計量表，但卻能增加「最大得點」250點。

### UFO

《東方星蓮船》遊戲畫面。如圖所示，收集三個飛碟碎片會引發UFO的出現。

只要擊破頭上有UFO在轉動的敵方雜魚，即會有「UFO道具」掉落。UFO道具會在畫面上飄移，經過一段時間之後會從畫面上離去。當取得UFO道具的時候，可以使畫面左下方的「UFO計」增加；而當UFO計增加到3時，即會引來UFO的出現。中頭目或頭目被擊破時也可能會掉下UFO道具。
UFO道具分為紅、藍和綠色的三種。只有當取得了同顏色的三隻、或不同顏色的各一隻，才會有UFO出現。如果在已有兩隻同色的情況下取得另一種顏色的、或是在已有兩隻不同色的情況下取得顏色與其中一隻同樣的，將會捨棄UFO計最左方的一個UFO道具，由第二個取代其位置，而新取得的則取代原本第二個的位置。在要取得UFO道具的前，可從UFO道具周圍有沒有出現五角形的邊界，來簡單確認取得後能否招來UFO。
UFO出現期間，畫面上所有除UFO道具外的道具都會被UFO所吸收，當擊破它時即可取回其所吸收了的所有道具。此外，若UFO吸收了較多的道具的話，擊破時將會掉下「特典」道具（後述）。
UFO出現後，若在一段時間不擊破的話，它將會逃去。逃去的話，全部被它吸收的道具都會被一同帶走的。
此外，當中頭目或頭目出現時，UFO也會因驚慌而立刻逃走。

### UFO的種類和特徵
總共有四種，分別為紅UFO、藍UFO、綠UFO及彩虹UFO。
紅UFO（レッドＵＦＯ）
當取得三個紅色UFO道具後會出現。
- 擊破後掉落道具：「殘機碎片」
- P道具的變化：擁有點道具能帶來的得分（此外Full Power Mode時更會變成兩倍）
- 點道具的變化：無改變

- 特典：追加多一個「殘機碎片」

藍UFO（ブルーＵＦＯ）
當取得三個藍色UFO道具後會出現。
- 擊破後掉落道具：無
- P道具的變化：無改變（無得分）
- 點道具的變化：帶來的得分變成2～6倍

- 特典：吸收了的點道具帶來的得分變成8倍

綠UFO（グリーンＵＦＯ）
當取得三個綠色UFO道具後會出現。
- 擊破後掉落道具：「Bomb碎片」
- P道具的變化：無改變（無得分）
- 點道具的變化：帶來的得分變成2倍

- 特典：追加一個「Bomb道具」，能直接增加一個「符卡」

彩虹UFO（レインボーＵＦＯ）
當取得三個不同顏色的UFO道具後會出現。
- 擊破後掉落道具：無
- P道具的變化：轉化為點道具，而且帶來的得分變成2～3倍
- 點道具的變化：轉化為P道具，無其他改變（無得分）

- 特典：追加一個「UFO道具」，吸收了的P道具轉化而成的點道具帶來的得分變成4倍

## 自機角色

### 博麗 靈夢
想法
- 目標是寶船，一攫千金！（めざせ宝船、一攫千金！）

- 類型：一點集中攻擊力重視型（一点集中攻撃力重視型）
- 射擊：信仰之針（パスウェイジョンニードル，Persuasion Needle）
- 符卡：夢符「退魔符亂舞」（夢符「退魔符乱舞」）

- 又是妖怪作的好事呢！（また妖怪の仕業ね！）

- 類型：反規律重視超誘導型（アンチパターン重視超誘導型）
- 射擊：追蹤御札（ホーミングアミュレット，Homing Amulet）
- 符卡：靈符「夢想封印」（霊符「夢想封印」）

### 霧雨 魔理沙
想法
- 是寶船的話就應該有寶物的！（宝船だとしたらお宝がある筈だ！）

- 類型：無限貫通＆常駐攻撃型（無限貫通＆常時攻撃型）
- 射擊：幻想光束（イリュージョンレーザー，Illusion Laser）
- 符卡：戀符「Master Spark」（恋符「マスタースパーク」）

- 總是對新鮮的事物感到好奇（何だか判らない物に興味津々）

- 類型：超攻擊範圍重視型（超攻撃範囲重視型）
- 射擊：超短波（スーパーショートウェーブ，Super Short Wave）
- 符卡：魔符「究極短波」（魔符「アルティメットショートウェーブ」，Ultimate Short Wave）

### 東風谷 早苗
想法
- 依從神奈子大人的指示（神奈子様の仰るとおりに）

- 類型：一點集中＆誘導型（一点集中＆誘導型）
- 射擊：天空之蛇（スカイサーペント，Sky Serpent）
- 符卡：蛇符「神話大蛇」（蛇符「神代大蛇」）

- 依從諏訪子大人的指示（諏訪子様の仰るとおりに）

- 類型：高威力＆廣範圍炸裂型（高威力＆広範囲炸裂型）
- 射擊：蔚藍散幕（コバルトスプレッド，Cobalt Spread）
- 符卡：蛙符「手腕之蛙」（或许「手腕之虾蟆」更准确）（蛙符「手管の蝦蟇」）

## 頭目角色

### 娜茲琳
，Nazrin
種族：妖怪（妖怪鼠）妖怪ネズミ
住處：無緣塚
能力：找到想要的東西之能力
別名：
- 　探脈器的小小大將（《星蓮船》）
- 　粗鄙的探脈者（《DS文花帖》）

登場：
- 《星蓮船》第一面頭目、第五面中頭目
- 《心綺樓》觀眾

主題曲：　小小的賢將（《星蓮船》）
一面中頭目、頭目及五面中頭目。
個性聰明狡詐，遇到棘手的事情就會先一溜煙撤退。另外，因為毘沙門天撐腰，所以個性蠻高傲的。
作為妖怪鼠群之首，經常操縱著無數的老鼠，使喚牠們找尋自己要找的東西，但如果是食物幾乎都會先被鼠群吃光。會使用探棒和激光寶塔，雖然使用激光寶塔的威力不足星一般強大。在求聞口授中有提到她是毘沙門天的高級妖怪，因此真正實力可能更強。
雖是五面頭目寅丸星最信任的心腹，但實際上是毘沙門天派來監視星的妖怪。
第五面的立繪有重新畫過（左手拿著寶塔、右手拿著探棒）。
平時待在無緣塚附近探寶。因為本身已經是毘沙門天的手下，因此除非星有需要，不然她是不會去命蓮寺的（因為本身已經信仰真正的毘沙門天）。
在中國，毘沙門天左手上的的神獸是鼠。

### 多多良 小傘
，Tatara Kogasa
種族：附喪神（唐傘妖怪）
能力：驚嚇人類的能力
別名：
- 　愉快的遺忘之傘（《星蓮船》）
- 　可憐的非法投棄物（《DS文花帖》）
- 　令人困擾的遺忘物（《神靈廟》）

登場：
- 《星蓮船》第二關頭目、Extra Stage中頭目
- 《神靈廟》第三關中頭目
- 《心綺樓》觀眾
- 《剛欲異聞》敵機

主題曲：
- 　請注意萬年備用傘（《星蓮船》）

二面中頭目及頭目，由長年不被使用的傘化成的妖怪，對於經常嚇不了人類而感到自卑。
雖然在關卡的名字是代表著獨眼妖怪，不過主要也是指她手上的傘罷了，但本體不是那把傘。瞳孔的顏色一邊為藍，一邊為紅。
神靈廟又再次出現，與火焰貓燐和琪露诺並列為出現次數最多的頭目（四次）。
嚇到人會擺出一副很滿足的表情，無視她的話會變得很鬱卒。不會害人的妖怪，所以不需要擔心。
如果可憐可憐她，還是裝一下嚇到的表情哄她開心吧。
人之里中很受小孩子歡迎。

### 雲居 一輪
，Ichirin Kumoi
種族：妖怪
能力：役使入道的能力
別名：
- 　守護被守護的巨輪（《星蓮船》）
- 　於大空綻放的花與老爹（《DS文花帖》）
- 　壓倒人的妖怪僧者（《心綺樓》）
- 　驚愕！高個的入道使（《深秘錄》）

登場：
- 《星蓮船》第三關頭目
- 《心綺樓》、《深秘錄》、《憑依華》 可用角色

主題曲：
- 　守舊老爹與尖端少女（《星蓮船》）

三面中頭目及頭目，外表是一個拿著圓環的少女，和入道為同伴關係，這對組合就是雲居。
表面上只是單純地守衛著寶船。實際上，這對組合是為了誘使得到飛船的碎片的靈夢等人進入寶船，從而令寶船能夠前往魔界。
本來與村紗等人被封印在地底，因為溫泉異變又回到地面，並幫助白蓮解除魔界封印。
原本是人類，因為和雲山待久了而成為妖怪，因此有一說她是魔法使（但卻沒聽過「入道使」）。
會趁白蓮不注意時偷喝酒。（佛教徒稱酒作「般若湯」）

### 雲山
，Unzan
種族：見越入道
能力：自由變化形狀與大小的能力
別名：
- 　守護被守護的巨輪（《星蓮船》）
- 　於大空綻放的花與老爹（《DS文花帖》）

登場：
- 《星蓮船》第三關頭目（雲居 一輪的符卡）
- 《心綺樓》、《深秘錄》、《憑依華》 雲居 一輪的輔助角色

主題曲：
- 　傳統老爹與尖端少女（《星蓮船》）

三面中頭目及頭目，外表是一團巨大的雲男。雖是性情頑固的入道，但它卻對一輪忠心不二。絕不會說謊（因為一輪在劇情表明雲山是不會說謊的）。
喜歡人之里的小孩。
DS文花帖對話推測，他可能是見越入道（一種會隨視角變化大小的妖怪，頭抬越高，見越入道就會越變越大，然後伺機壓死人）。

### 村紗 水蜜
，Minamitsu Murasa
種族：舟幽霊
能力：引起水難事故的能力
別名
- 　水難事故的念縛靈（《星蓮船》）
- 　慘憺的大海原（《DS文花帖》）

登場：
- 《星蓮船》第四關頭目
- 《心綺樓》觀眾
- 《剛欲異聞》自機、敵機

主題曲：
- 　村紗船長（《星蓮船》）

四面頭目，聖輦船船長。手上的勺子是自備的，用來灌水和攻擊。
她原是很久以前在海難事故中死了的人的靈魂化成的念縛靈。
水蜜是原名，而村紗是代表該海域引發水難事故的妖怪，在水蜜遭遇水難成為念縛靈後，因其怨念過深，所以水蜜取代了其地位，成為現今的村紗水蜜。
過去的她常常引發許多水難事故，愈來愈多人死於他所引她的水難，她的力量便隨之增長。
最後當地人委託白蓮來治退這麻煩的妖怪。但身為妖怪的白蓮當然不可能消滅掉她。
要致退妖怪最佳的方法就是精神攻擊，白蓮對村沙下了「令」，這個令就是聖輦船，村沙最後被白蓮感化，而使她能夠離開該海域。
因為地底溫泉異變而使聖輦船和飛倉解除封印。村沙因此回到地面。
聽到寅丸說白蓮解封有望，為了報恩而引導靈夢等人解開白蓮的封印。
現在雖然是命蓮寺的僧侶，但她還是會殺人（在幻想鄉引發水難），和以前的差別是現在還會挑選對象。
據說還會趁死神不注意（就是偷懶），在三途川的船上灌水。

### 寅丸 星
，Syou Toramaru
種族：妖怪
能力：聚集財寶的能力
別名：
- 　毘沙門天的弟子（《星蓮船》）
- 　升格的妖獸（《DS文花帖》）

登場：
- 《星蓮船》第五關頭目
- 《心綺樓》觀眾

主題曲：
- 　虎皮的毘沙門天（《星蓮船》）

五面頭目，老虎妖獸，擁有聚寶的能力，是吉祥的妖怪，將虎耳及虎尾藏起是為了避免讓人類發現她是妖獸。
雖然是最危險的虎妖獸，但不會攻擊人類，因此才被白蓮推崇。
毘沙門天王（毘沙門天）半默認的弟子。當年白蓮把星介紹給毘沙門天，解決毘沙門天對收集信仰的煩惱，而星也做得有聲有色。但星終究是個妖怪，所以毘沙門天王並不太放心，而派出娜茲琳監視其一舉一動。
但事隔不久人類便發現白蓮幫助妖怪的事實，將白蓮與其相關的事物（飛倉、聖輦船）封印。
後來的地底溫泉異變使飛倉和聖葷船再次浮出地面，星與娜茲琳再次與多年失散的朋友會面。
這次她決定幫助封印在魔界的白蓮解除封印，因此遣派娜茲琳尋找星遺失的寶塔。
在日本，毘沙門天的神獸是老虎。「寅」在十二支中屬虎。但在日本是沒有老虎的，星是因為人類對不存在的老虎進行想像，最後誕生出來的妖獸。因此本質上更接近「妖怪」。
手上的激光寶塔是破壞力極高的武器，發出來的激光能摧毀掉射程內的所有物質。光線打到地上後的土壤和岩石會變成寶石，寶塔會聚集這些寶石再發出激光。據八意永琳所言，這就類似γ射線一樣改變土壤的性質。

### 聖 白蓮
，Byakuren Hijiri
種族：魔法使
能力：使用魔法的能力（主要為強化身體能力的魔法）
別名：
- 　被封印的大魔法使（《星蓮船》）
- 　硬拼的僧侶（《DS文花帖》）
- 　妖怪寺的魔住持（《求聞口授》）
- 　超越靈長的阿闍黎（《心綺樓》）
- 　極速！騎手僧侶（《深秘錄》）

登場：
- 《星蓮船》第六關（最終）頭目
- 《心綺樓》可用角色，秦心路線最終關靈夢支援頭目
- 《彈幕天邪鬼》最終日頭目
- 《深秘錄》可用角色，物部布都、豐聰耳神子路線最終頭目
- 《憑依華》可用角色，物部布都&雲居一輪路線最終頭目（與豐聰耳神子組隊）

主題曲：
- 　感情的摩天樓　～ Cosmic Mind（《星蓮船》）

六面頭目，白蓮的弟弟是一個在久遠年代時，佛法修行高深的僧人，命蓮。
但即使強大的命蓮，也逃不過歲月的侵蝕，最後比白蓮還快老死。白蓮因命蓮的死而被挑起了對死亡的恐懼，她取得了命蓮的力量，並且習得了永生不死的妖術，恢復成原本年輕貌美的樣子。
因為妖術的存在是因為妖怪，如果妖怪消失了，妖術也將不復存在。她旅行各地，接受退治妖怪的委託，實際上卻幫助妖怪們。
雖然剛開始是因為私利的原因，但漸漸地，白蓮發現很多的妖怪甚至比所謂的『人類』還要可憐，自那之後，她開始真心的幫助妖怪，並希望能創造一個人類與妖怪可以和平共處的世界。
最後，人類發現了白蓮幫助妖怪的行為，將白蓮封印在魔界之中。在當時沒有幫上任何忙的星，也是在星蓮船時，最努力讓白蓮封印解開的一個。
在結局中講述，她讓水蜜的聖輦船作為觀光船去接載乘客（妖怪和人類），自己則希望建立一座讓妖怪和人類也能參拜，用上了弟弟的名字－命蓮，作為妖怪寺命蓮寺的名字。
但命蓮寺卻蓋在大祀廟上，原因大概是因為白蓮從哪裡聽到地下沉睡著很麻煩的人物，而即將復活的人即是妖怪的剋星－聖人，豐聰耳神子。
白蓮這個名字可能來自於漢傳佛教淨土宗的其中一個分支「白蓮宗」。
星將白蓮稱做聖人，但青娥稱她是邪惡的化身。但對人類和妖怪都是一視同仁的，而且將寺廟經營的比博麗神社還有錢（一方面是星的緣故）。
但她絕對不是聖人，因為她所使用的能力是妖術，妖術最原始力量來源就是邪惡。但至少她不會用在壞事上。
白蓮其中的一張符卡「大魔法『魔神復誦』」，和舊作神綺其中一項彈幕幾乎一模一樣。

### 封獸 鵺
，Nue Houjyuu
種族：鵺
能力：使人無法辨清實體的能力
別名：
- 　未知幻想飛行少女（《星蓮船》）
- 　一會變虎一會變鳥的傢伙（《DS文花帖》）
- 　古代妖怪之一

登場：
- 《星蓮船》第四關中頭目（光球）、第六關中頭目（光球）、Extra Stage頭目
- 《神靈廟》Extra Stage中頭目
- 《心綺樓》觀眾
- 《鈴奈庵》第三十一話

主題曲：
- 　平安時代的外星人（《星蓮船》）

Extra頭目，這次UFO事件的幕後黑手。
非常古老的妖怪，古老的妖怪都十分強大。
能力是讓物體失去本體。失去本體東西的外貌會變得很不安定，不同的人看見，就會呈現不同的樣貌。從來沒有人見過鵺的本貌，聽說有猴頭、狸身、虎肢、蛇尾，但這些不過是人類對她的想像，對於鵺而言，人類越是對無知抱有恐懼感，鵺的力量就越強大。人類真正接觸到鵺應該只有聲音，據傳聽到鵺叫的晚上會是不祥之夜。
原本和那些被厭惡的妖怪一樣居住在地底，但後來間歇泉異變又回到地面。
由於她的把戲讓靈夢等人將飛船的碎片誤認為是飛碟。
曾暗中搗亂妖怪們復活白蓮，不過事後自己卻也感到後悔。
原作者對鵺的創作意念來自日本民間傳說「平家物語」中的妖獸「鵺」，其SPELL CARD「源三位賴政の弓」來自鵺的傳說的結局，鵺被源賴政用弓所殺因而得名。但和「源賴政射鵺」中的鵺是不同的妖怪。
在命蓮寺裡不太受其他妖怪歡迎，可能是不適應寺廟的生活。至少和那些覬覦白蓮強大力量的妖怪，她不會構成威脅。只是她為白蓮添了許多麻煩，包括她從外界帶來了狸妖怪－「二岩貒藏」。
正體不明沒有致退的方法，雖然現在她不會攻擊人。

## 關卡流程
| 關卡   | 關卡主題名稱 | 中文譯名           | 地點                 | 中頭目          | 頭目           |
| ------ | ------------ | ------------------ | -------------------- | --------------- | -------------- |
| 第一關 |              | 春岸的船影         | 殘雪之道（残雪の道）         | 娜茲玲          | 娜茲玲         |
| 第二關 |              | 潛伏雲中的獨眼化妖 | 春之雲（春の雲）           | 多多良 小傘     | 多多良 小傘    |
| 第三關 |              | 高速的廢墟與巨人   | 高速浮遊艇（高速浮遊艇）       | 雲居 一輪&雲山  | 雲居 一輪&雲山 |
| 第四關 |              | 聖轎與不吉的船長   | 聖輦船內部（聖輦船内部）       | 光球（封獸 鵺） | 村紗 水蜜      |
| 第五關 |              | 魔界與赤黑的封印   | 魔界（法界上空）（魔界（法界上空）） | 娜茲玲          | 寅丸 星        |
| 最終關 |              | 消滅八苦之聖母     | 法界（）             | 光球（封獸 鵺） | 聖 白蓮        |
| Extra  |              | 未確認飛行幻想物體 | 夜空（夜の空）             | 多多良 小傘     | 封獸 鵺        |

## 相关事件
2017年，一位韩国学生编写了一款名为“Rensenware”的勒索软件。该勒索软件会加密用户电脑硬盘内的文件，但是并不向受害者索要钱财，而是要求用户在星莲船中以Lunatic难度获得2亿或更高的分数。作者表示开发此病毒纯粹是为了开玩笑，并没有想到病毒会广泛传播。作者还表示自己也曾意外感染过病毒，但是他自己并没能在游戏中拿过2亿分。在成功追踪到作者身份之后，他立刻编写了解密程序并上传到了GitHub中。

## 注脚
1. ↑  Cecilia D'Anastasio. . Kotaku. 2017-04-07  [2019-08-26]. （原始内容存档于2020-11-14）.

## 外部連結
- （日語）記念すべき東方Project第１２弾　東方星蓮船 （页面存档备份，存于）
- （日語）例大祭前日 （页面存档备份，存于）
- （日語）東方星蓮船 官方網頁 （页面存档备份，存于）